# Apofyza medialna

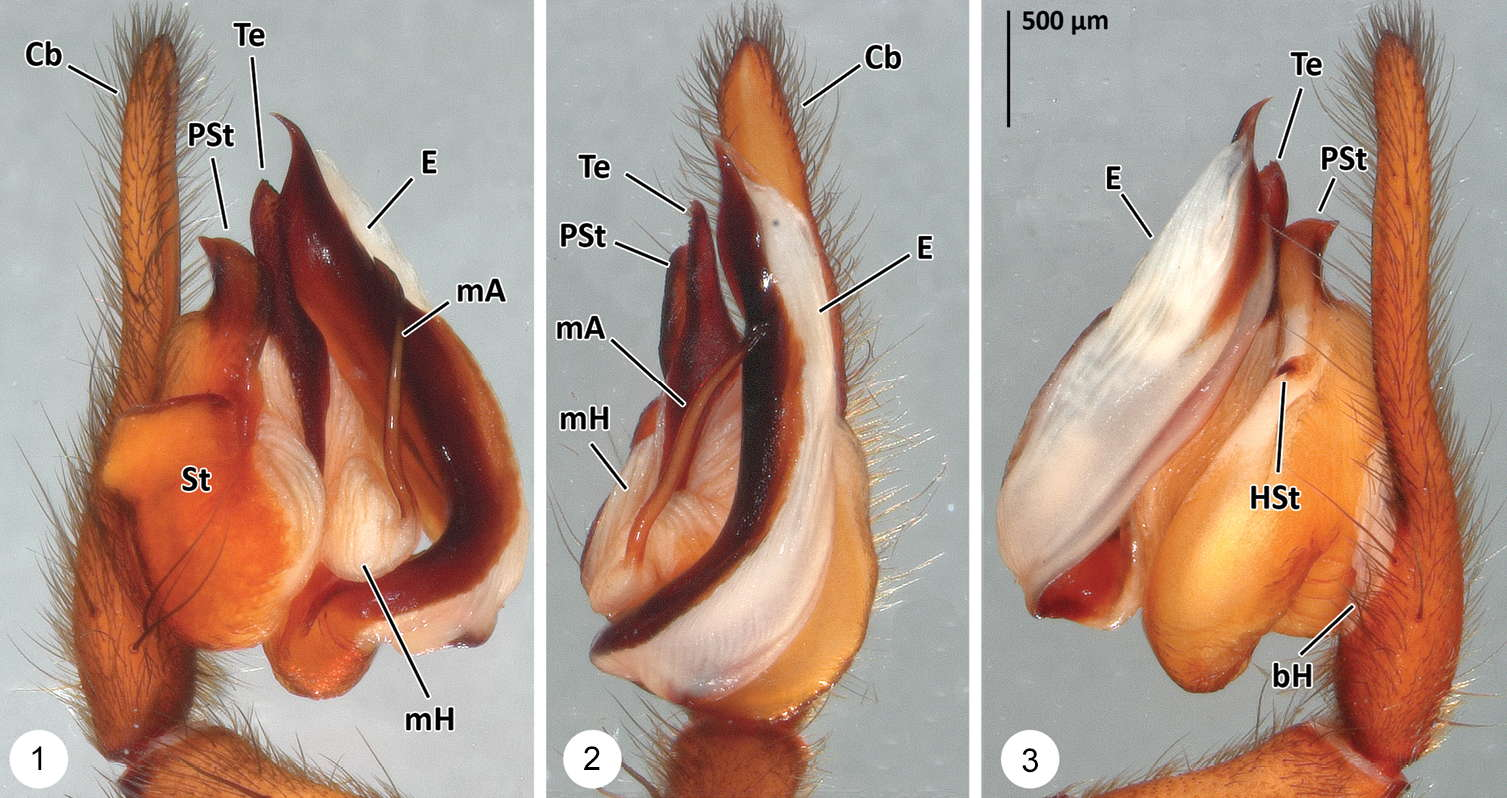
Aparat kopulacyjny samca Thaida chepu; apofyza medialna oznaczona mA

Apofyza medialna (łac. apophysis medialis, ang. median apophysis) – element męskich narządów rozrodczych niektórych pająków.
Apofiza ta stanowi jeden ze sklerytów położonych na tegulum. Należy do drugiej grupy sklerytów bulbusa, położonej między haematodocha medialis a haematodocha distalis. Zwykle różni się od konduktora lokalizacją bardziej oddaloną od embolusa. Rozwojowo pochodzi ona od grzbietowego płata podstawy pazurka nogogłaszczków. Z tej samej części rozwija się konduktor, który jednak jest pierwotnie sklerytem bliższym embolusowi. Typowo apofyza medialna ma formę haczykowatego sklerytu, wyrastającego z retrolateralnej strony, czyli zewnętrznego boku bulbusa. Zwykle z tegulum połączona jest stawowo za pośrednictwem błoniastego rejonu miękkiego oskórka. W niektórych grupach jednak ów rejon ulega wtórnej sklerotyzacji i apofyza medialna jest połączona z tegulum nieruchomo. U niektórych gatunków wewnątrz tej apofizy znajduje się pętla spermoforu (kanalika nasiennego); u omatnikowatych cecha ta jest synapomorfią. Dla trawnikowcowatych cechą charakterystyczną jest stykanie się ze sobą nasady apofyzy medialnej i embolusa.
U Araneoidea obecność tej apofizy jest cechą pierwotną. Wtórna jej utrata stanowi synapomorfię kladu obejmującego m.in. prządkowate i kwadratnikowate.
Nazwy apofyza medialna używa się głównie w kontekście pająków z kladu Entelegynae. U pająków z podrzędu Mesothelae na określenie najbliższego tegulum sklerytu położonego odsiebnie od niego używa się nazwy contrategulum.